# Patrick Bristow
Patrick Bristow (California, Estados Unidos; 26 de septiembre de 1962) es un actor, director de cine y cómico estadounidense conocido por su participación en películas como Transformers: la era de la extinción (2014), Austin Powers: Misterioso agente internacional (1997) y Showgirls (1995).

## Filmografía

### Cine
| Películas | Películas                                      | Películas                             | Películas |
| Año       | Título                                         | Papel                                 |           |
| --------- | ---------------------------------------------- | ------------------------------------- | --------- |
| 2018      | The Untold Story                               | Walter                                |           |
| 2017      | Mistrust                                       | Trent Masterson                       |           |
| 2014      | Réalité                                        | Klaus                                 |           |
| 2014      | Transformers: la era de la extinción           | Nieto de Landlord                     |           |
| 2014      | My Trip Back to the Dark Side                  | Belly Wrapper                         |           |
| 2013      | Dolor y dinero                                 | Espía de la tienda                    |           |
| 2010      | All About Evil                                 | Peter Gorge                           |           |
| 2008      | Friends & Lovers: The Ski Trip 2               | Mark                                  |           |
| 2006      | Jimmy and Judy                                 | Dr. Walters                           |           |
| 2006      | The Enigma with a Stigma                       | Joe McVicker                          |           |
| 2005      | El clan de los rompehuesos                     | Walt                                  |           |
| 2005      | Círculo íntimo                                 | Ramón                                 |           |
| 2003      | Detonator                                      | DeJuan Michaels                       |           |
| 1998      | Te estoy perdiendo                             | Rico                                  |           |
| 1997      | Austin Powers: Misterioso agente internacional | Bolton, el guía turístico de Virtucon |           |
| 1996      | La fuerza del amor                             | Brandon                               |           |
| 1995      | Showgirls                                      | Marty Jacobsen                        |           |
| 1995      | A Bucket of Blood                              | Link                                  |           |
| 1994      | Revenge of the Red Baron                       | Guardia                               |           |
| 1993      | Una novia sin igual                            |                                       |           |
| 1991      | Rewrite for Murder                             |                                       |           |
| 1991      | Delirios                                       | Bellboy                               |           |

### Televisión
| Series de televisión | Series de televisión                            | Series de televisión                                                                 | Series de televisión |
| Año                  | Título                                          | Papel                                                                                | Episodios            |
| -------------------- | ----------------------------------------------- | ------------------------------------------------------------------------------------ | -------------------- |
| 2017                 | Major Crimes                                    | Griffin Clarkson                                                                     | Un episodio          |
| 2016                 | Mentes criminales                               | Asher Douglas                                                                        | Un episodio          |
| 2016                 | Bella and the Bulldogs                          |                                                                                      | Un episodio          |
| 2015                 | Shameless                                       | Bill                                                                                 | Un episodio          |
| 2015                 | The Middle                                      | Oracle                                                                               | Un episodio          |
| 2015                 | Pequeñas mentirosas                             | Propietario de la galería                                                            | Un episodio          |
| 2015                 | Uno para todas                                  | Vendedor                                                                             | Un episodio          |
| 2013                 | Crash & Bernstein                               | Titiritero                                                                           | Un episodio          |
| 2012                 | Old Dogs & New Tricks                           | Dr. Keebler                                                                          | Un episodio          |
| 2011                 | Bucket and Skinner's Epic Adventures            | Mr. St. Troy                                                                         | Un episodio          |
| 2010                 | Elvira's Movie Macabre                          | Charlie, un diseñador de moda                                                        | Un episodio          |
| 2010                 | ¡Buena suerte, Charlie!                         | Mr. Dingwall                                                                         | Un episodio          |
| 2009                 | Rita Rocks                                      | Mr. De La Soire                                                                      | 5 episodios          |
| 2009                 | De locos                                        | Steve Harrington                                                                     | 3 episodios          |
| 2009                 | CSI: Las Vegas                                  | Lionel Rose                                                                          | Un episodio          |
| 2009                 | Star-ving                                       | Guía turístico de Hollywood.                                                         | 2 episodios          |
| 2007-2009            | El rey de la colina                             | P.J.                                                                                 | 3 episodios          |
| 2005-2007            | Hotel dulce hotel: Las aventuras de Zack y Cody | Patrick                                                                              | 9 episodios          |
| 2007                 | Padre Made in USA                               |                                                                                      | Un episodio          |
| 2007                 | Big Day                                         | Perky Clerk                                                                          | Un episodio          |
| 2006-2007            | The Minor Accomplishments of Jackie Woodman     | Mitchell                                                                             | 8 episodios          |
| 2006                 | Lovespring International                        | Kenneth Watterman                                                                    | Un episodio          |
| 2005                 | Hopeless Pictures                               | Varias voces                                                                         |                      |
| 2005                 | Embrujadas                                      | Jordan                                                                               | Un episodio          |
| 2005                 | Listen Up                                       | Arthur Dotson                                                                        | Un episodio          |
| 2005                 | Zoey 101                                        | Mr. Fletcher                                                                         | Un episodio          |
| 2004-2005            | Malcolm                                         | Lloyd / Phillip                                                                      | 2 episodios          |
| 2004                 | Grounded for Life                               | Director                                                                             | Un episodio          |
| 2004                 | That's So Raven                                 | Tony                                                                                 | Un episodio          |
| 2004                 | A pesar de todo                                 | Simon                                                                                | Un episodio          |
| 2004                 | Significant Others                              | Ian                                                                                  | 2 episodios          |
| 2004                 | Larry David                                     | Steve, el coreógrafo                                                                 | 2 episodios          |
| 2003                 | Fillmore!                                       | Restaurador                                                                          | Un episodio          |
| 2001                 | Sabrina, cosas de brujas                        | Mercury                                                                              | Un episodio          |
| 2001                 | Black Scorpion                                  | Sanitario                                                                            | Un episodio          |
| 2001                 | The Amanda Show                                 | Coach                                                                                | Un episodio          |
| 1999-2000            | Padre de familia                                | Hector / mánager de Cheesy Charlie / varios                                          | 4 episodios          |
| 2000                 | Adultos                                         | Rodney                                                                               | 4 episodios          |
| 1999                 | Friends                                         | Director del escenario                                                               | Un episodio          |
| 1998                 | The Brian Benben Show                           | Victor                                                                               | Un episodio          |
| The Drew Carey Show  | Vendedor                                        |                                                                                      | Un episodio          |
| 1994-1998            | Ellen                                           | Peter Barnes                                                                         | 19 episodios         |
| 1997                 | Head Over Heels                                 | Ian                                                                                  | 7 episodios          |
| 1996-1997            | Loco por ti                                     | Troy / The Clerk                                                                     | 5 episodios          |
| 1996                 | Life with Louie                                 | Rudy, el consejero                                                                   | Un episodio          |
| 1996                 | Seinfeld                                        | Maestro en pelucas                                                                   | Un episodio          |
| 1996                 | Sigue soñando                                   | Steward Stu                                                                          | Un episodio          |
| 1996                 | Kirk                                            | Maitre'd                                                                             | Un episodio          |
| 1995                 | Platypus Man                                    | Portero                                                                              | Un episodio          |
| 1995                 | The Mommies                                     | Armand                                                                               | Un episodio          |
| 1994                 | Cosas de hermanas                               | Henrique                                                                             | Un episodio          |
| 1994                 | Madman of the People                            | Ollie                                                                                | Un episodio          |
| 1994                 | El show de Larry Sanders                        | Raoul                                                                                | Un episodio          |
| 1994                 | Step by Step                                    | Botones                                                                              | Un episodio          |
| 1994                 | Tom                                             | Kevin                                                                                | 4 episodios          |
| 1993                 | The Second Half                                 | Walter / Dependiente del almacén de vídeos / Dependiente del almacén de dispositivos | 6 episodios          |
| 1993                 | Black Tie Affair                                | Philip Wingate                                                                       |                      |
| 1991                 | Charlie Hoover                                  | Director del hotel                                                                   | Un episodio          |
| 1991                 | Riders in the Sky                               | Sourdough                                                                            | 2 episodios          |
| 1991                 | On the Television                               | Varios                                                                               | Un episodio          |
| 1990                 | City                                            | Kid                                                                                  | Un episodio          |
| 1985                 | Mujeres de Hollywood                            | Invitado a la cena                                                                   |                      |

### Cortometrajes
| Cortometrajes | Cortometrajes       | Cortometrajes             | Cortometrajes |
| Año           | Título              | Papel                     |               |
| ------------- | ------------------- | ------------------------- | ------------- |
| 2014          | Griot's Lament      | Rey Federico II el Grande |               |
| 2012          | Lose Yourself       | Bellywrapper              |               |
| 2011          | dated.              | Patrick                   |               |
| 2006          | Pro-Choice          | Consejero                 |               |
| 2001          | Beethoven's 4th     | Guillermo                 |               |
| 1990          | Once in a Blue Moon |                           |               |